# Powrót Bena
Powrót Bena (ang. Ben Is Back) – amerykański film dramatyczny z 2018 roku w reżyserii Petera Hedgesa, wyprodukowany przez wytwórnie LD Entertainment, Roadside Attractions i Lionsgate. Główne role w filmie zagrali Julia Roberts oraz Lucas Hedges.
Premiera filmu odbyła się 8 września 2018 podczas 43. Międzynarodowego Festiwalu Filmowego w Toronto. Trzy miesiące później, 7 grudnia 2018, obraz trafił do kin na terenie Stanów Zjednoczonych. W Polsce premiera filmu odbyła się 11 stycznia 2019.

## Fabuła
Akcja filmu rozgrywa się podczas zbliżających się świąt Bożego Narodzenia. Pięćdziesięcioletnia Holly Burns (Julia Roberts) zastaje w domu syna Bena (Lucas Hedges). Kobieta nie spodziewała się go, bo uzależniony od narkotyków chłopak powinien być w ośrodku odwykowym. Mimo obaw matka postanawia przyjąć go z otwartymi ramionami – wierzy, że Ben jest czysty i spędzą razem wspaniałą Gwiazdkę. Okazuje się jednak, że z wizytą niezapowiedzianego gościa wiąże się ogromne ryzyko. W ciągu następnej doby Holly zrobi wszystko, żeby uratować syna.

## Obsada
- Julia Roberts jako Holly Burns
- Lucas Hedges jako Ben Burns
- Kathryn Newton jako Ivy Burns
- Courtney B. Vance jako Neal Beeby
- David Zaldivar jako Spencer "Spider" Webb
- Michael Esper jako Clayton
- Rachel Bay Jones jako Beth
- Alexandra Park jako Cara K

## Odbiór

### Krytyka
Film Powrót Bena spotkał się z pozytywną reakcją krytyków. W serwisie Rotten Tomatoes 79% ze stu czterdziestu trzech recenzji filmu jest pozytywne (średnia ocen wyniosła 7 na 10). Na portalu Metacritic średnia ocen z 35 recenzji wyniosła 68 punktów na 100.

### Nagrody i nominacje
| Rok  | Miejsce                                       | Nagroda                                              | Kategoria       | Odbiorcy i nominowani | Wynik     |
| ---- | --------------------------------------------- | ---------------------------------------------------- | --------------- | --------------------- | --------- |
| 2018 | 43. Międzynarodowy Festiwal Filmowy w Toronto | Nagroda Festiwalowa w sekcji "Prezentacje Specjalne" | Udział w sekcji | Peter Hedges          | nominacja |